# DI Group
 (novembre 2020).
DI group est un groupe multimédia.

## Structure de la société
Créé en 1992, Desfossés International est devenu DI Group en mai 2000 et représente un des plus grands groupe de médias français. C'est la filiale médias du groupe de luxe LVMH depuis 1994.
En 2007, DI Group est présente dans les différents vecteurs de communications.
- La presse écrite : 
  - Le pôle économie, finance : le quotidien Les Échos et le groupe Investir, composé de l'hebdomadaire Investir, du mensuel Investir Magazine, et Défis
  - Le pôle musique avec la société Prélude et Fugue, éditrice du magazine Classica (né de la fusion entre Le Monde de la Musique et Classica-Répertoire). Le nouveau magazine étant désormais détenu à 51 % par le Groupe Express-Roularta et à 49 % par DI Group.
  - le pôle art avec Connaissance Des Arts
- La radio : Radio Classique
- Internet : 
  - TPE-PME.com Sid Presse
  - Les Échos.fr
  - Investir.fr
- La régie publicitaire avec DI Regie
- Salon des Entrepreneurs
- Lettres professionnels avec SID Presse
- Littérature avec Arlea

DI Services regroupe les services transversaux (comptabilité, paye, informatique de gestion, service généraux, administration des ventes, contrôle de gestion, relation humaine et juridique) de DI Group.

## Président-directeur général
- Nicolas Beytout (2007-2011)
- Alain Metternich (2003-2007)
- Christian Brégou (2001-2003)
- Fabrice Larue (1996-2001)